# 圧力隔壁

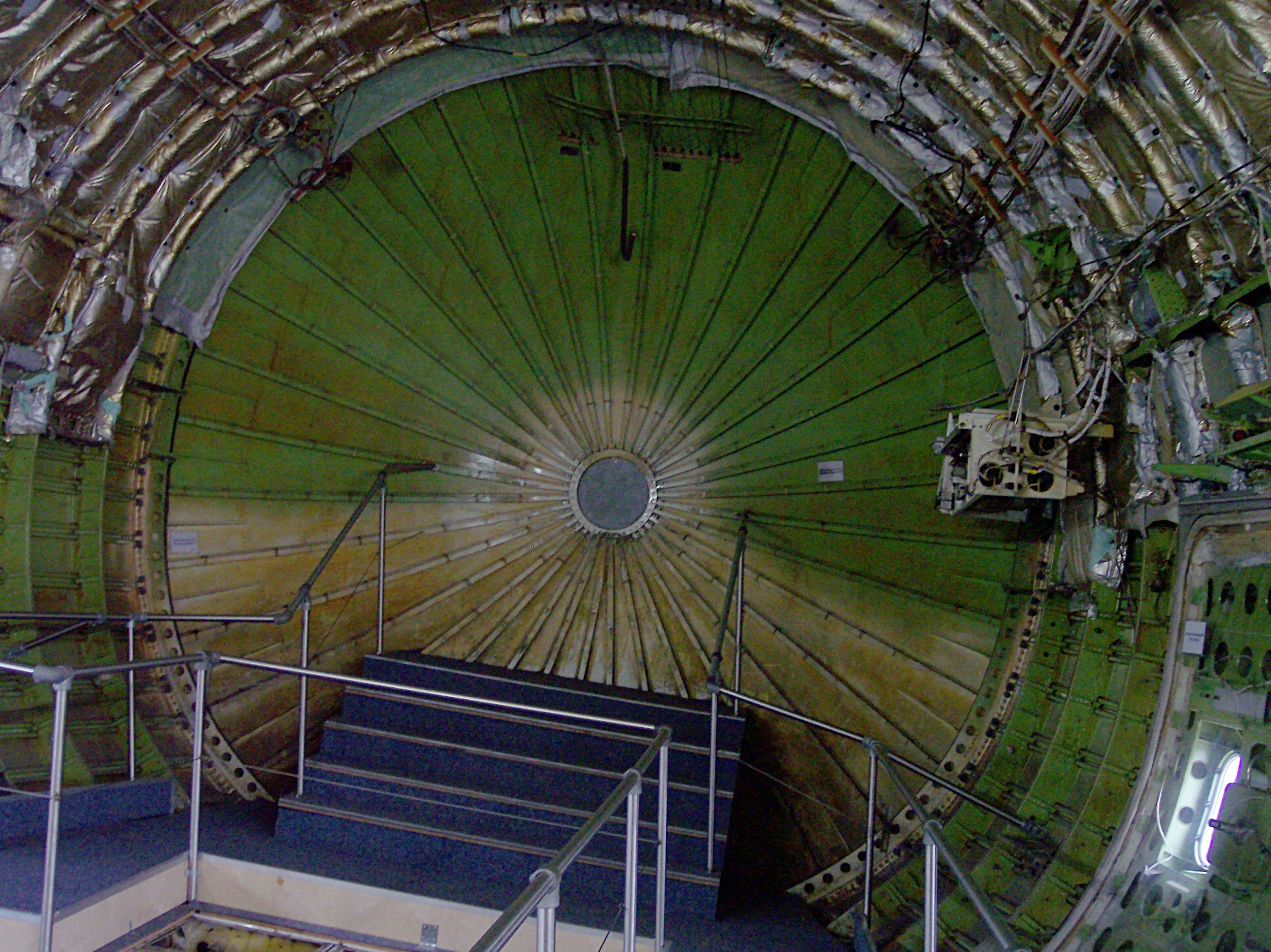
ボーイング747の後部圧力隔壁（機内側より）

ボーイング747型機の後部圧力隔壁

圧力隔壁（あつりょくかくへき）とは、圧力を切り分ける設備である。この項目では航空機の圧力隔壁について解説する。

## 概要
与圧区域と非与圧区域の前後を隔てる機体設備で、旅客機や輸送機に限らず、ジェット戦闘機や練習機など与圧系統がある航空機にはほぼ全てに備わっている。
これは隔壁を設けることで、その外側に位置する構造へ与圧に耐える強度を持たせる必要が無くなり、軽量化を図ることが出来るからである。
与圧隔壁は強度を必要とするため、リベットの打ち込みに継ぎ板を挟むなどして工夫して接合されている。
なお、このような設計を採用した際は万一、圧力隔壁が破れた際に与圧に耐えられない構造が破壊する恐れがあるので、隔壁の後の構造に圧力を逃すための安全弁などを設ける必要がある。
しかし、過去には設計想定を超える与圧漏れが発生し、オーバーフローを起こして構造破壊に至った例も存在する。
なお、通常の圧力隔壁は積極的な制御機能を担っておらず、与圧は空気調和系統を通して機内に空気を導入することによって行い、減圧はアウトフロー・バルブから空気を排出することによって行なう。